# Кастел Рокеро
Кастѐл Рокѐро (на италиански: Castel Rocchero; на пиемонтски: Castel Roché, Кастел Роке) е село и община в Северна Италия, провинция Асти, регион Пиемонт. Разположено е на 414 m надморска височина. Населението на общината е 407 души (към 2013 г.).